# Waarder- en Veerpolder
Waarder- en Veerpolder is een wijk van de stad Haarlem, in stadsdeel Haarlem-Oost. De wijk is opgedeeld in drie buurten en telt zo'n 2.175 inwoners. Dit lage aantal is te verklaren omdat het grootste gedeelte van de wijk bestaat uit het bedrijventerrein Waarderpolder, waar bedrijven zoals IKEA, MSD en Teva zijn gevestigd.
In het noordoosten van de polder bevinden zich een waterzuiveringsinstallatie van het Hoogheemraadschap van Rijnland en het park Schoteroog.

## Buurten
- Sportliedenbuurt
- Waarderpolder
- Schoteroog en Veerpolder